# Erigeron polymorphus
La Cespica polimorfa (nome scientifico Erigeron polymorphus Scop., 1772; o anche Erigeron glabratus Bluff. & Fingerh.)  è una pianta erbacea, perenne con fiori colorati simili alle “margheritine”, appartenente alla famiglia delle Asteraceae.

## Etimologia
Il nome del genere (erigeron) deriva dalla combinazione di due parole: dal greco eri (= lana) e dal latino gerere (= portare) e fa riferimento alla vistosa pelosità della pianta. Ma altri testi fanno riferimento ad altri significati: eri (= primavera, inizio) e geron (= vecchio), richiamandosi forse al pappo di alcune specie che invecchiando diventa grigio.

Il genere ha ricevuto la denominazione di Erigeron dal botanico e naturalista svedese Carl von Linné nel 1737.

I tedeschi chiamano questa pianta Kahles Berufkraut, mentre i francesi la chiamano Vergerette polymorphe.

## Morfologia
L'altezza massima alla quale può arrivare questa pianta è di 40 cm; normalmente va da 5 cm a 20 cm. Tutta la sua superficie è subglabra o al più con sparse ciglia diritte. La forma biologica della specie è emicriptofita scaposa (H scap) : ossia è una pianta perennante tramite gemme posizionate al livello del terreno con fusto allungato e poco foglioso.

### Fusto
I fusti sono eretti ed ascendenti e sono ramosi solo nella parte terminale (verso l'infiorescenza).

### Foglie
Il colore delle foglie è giallo – verdastro.
- Foglie basali: le foglie basali sono lanceolato – spatolate con la massima larghezza a metà della foglia. Dimensioni: larghezza 3 – 6 mm (massimo 12 mm); lunghezza 30 – 80 mm (massimo 200 mm).
- Foglie cauline: le foglie del fusto sono progressivamente ridotte; il loro numero non supera la dozzina (normalmente sono da 2 a 12 foglie per pianta).

### Infiorescenza
L'infiorescenza è composta da singoli capolini terminali. La struttura dell'infiorescenza è quella tipica delle Asteraceae : un involucro formato da squame fa da protezione al ricettacolo  sul quale s'inseriscono due tipi di fiori: quelli esterni ligulati e quelli interni tubulosi. I capolini sono pochi (da 2 a 6); l'involucro ha la forma di una coppa da Champagne; le squame dell'involucro sono lineari – lanceolate. Dimensione dell'involucro: 10 mm di diametro; dimensione delle squame più grandi: larghezza 1 mm, lunghezza 6 – 7 mm; diametro del capolino: 15 – 25 mm.

### Fiori
I fiori sono tetra-ciclici (calice – corolla – androceo – gineceo) e pentameri. In particolare i fiori ligulati (quelli esterni raggianti) sono lunghi 10 mm ed hanno un colore roseo (quasi bianco); i fiori tubulosi (quelli del disco centrale) presentano dei denti corollini arrossati o bruni alla periferia, giallastri al centro.

In generale i caratteri morfologici dei fiori di queste piante possono essere così riassunti:
- Formula fiorale:

K 0, C (5), A (5), G 2 infero 
- Calice: i sepali sono ridotti ad una coroncina di squame.
- Corolla: i petali sono 5 con la porzione inferiore saldata a tubo.
- Androceo: gli stami sono 5 con filamenti liberi, mentre le antere sono saldate tra di loro e formano un manicotto circondante lo stilo.
- Gineceo: l'ovario è infero uniloculare formato da 2 carpelli; lo stilo è unico ma profondamente bifido
- Fioritura: la fioritura di questa pianta avviene tra luglio e agosto/settembre; mentre la sporulazione va da settembre ad ottobre.

### Frutti
Il frutto è un achenio sormontato da un pappo.

## Distribuzione e habitat
- Geoelemento: il tipo corologico (area di origine) è Orof. S – Europ. oppure (che è la stessa cosa) S-Eur. - Mont., ossia zone montane dell'Europa meridionale (dalla Penisola Iberica ai Balcani – comprendendo in certi casi anche il Caucaso e l'Anatolia).
- Diffusione: in Italia è considerata una pianta abbastanza comune. Si trova al nord e al centro. Sulle Alpi è frequente soprattutto nella parte orientale e al centro.
- Habitat: l'habitat tipico di questa pianta sono i prati alpini e subalpini o nei letti dei torrenti; ma anche muri, rupi, ripari sotto roccia, ghiaioni e pietraie. Il substrato preferito è quello calcareo con pH basico, terreno a basso contenuto trofico (nutrizionale) e scarsa acqua.
- Diffusione altitudinale: da 1800 a 2800 m s.l.m.; sono compresi quindi i piani vegetazionali sub-alpino e alpino (qualche testo menziona anche il piano vegetazionale montano).

## Fitosociologia
Dal punto di vista fitosociologico la specie di questa scheda appartiene alla seguente comunità vegetale:
Formazione : Comunità delle praterie rase dei piani subalpino e alpino con dominanza di emicriptofite
Classe : Elyno-Seslerietea variae;
Ordine : Seslerietalia variae;
Alleanza : Seslerion variae;

## Tassonomia
La famiglia delle Asteraceae o Compositae è la famiglia vegetale più numerosa, organizzata in oltre 1000 generi per un totale di circa 20.000 specie. 

I fiori di questa scheda, come altri fiori quali ad esempio gli Aster o gli americani Helenium, nel volgare italiano, sono noti come “margherite”; tuttavia, pur se appartengono alla stessa famiglia, sono in realtà fiori di generi diversi (per la precisione il nome “Margherita” dovrebbe essere attribuito solamente alla specie minore Bellis perennis e a quella più grande Leucanthemum vulgare); infatti la Cespica polimorfa appartiene al genere Erigeron comprendente diverse centinaia di specie una buona parte di origine americana, mentre le altre sono europee (e asiatiche) di cui una decina sono proprie della flora italiana.

Secondo gli attuali orientamenti della comunità scientifica, nelle ultime checklist della flora spontanea italiana il nome scientifico accettato di questa specie è: Erigeron glabratus Bluff. & Fingerh..

### Variabilità
È nota un'unica sottospecie:
- Erigeron polymorphus subsp. montenegrinus Vierh. (1912) (sinonimo = Erigeron glabratus)

### Ibridi
Nell'elenco che segue sono indicati alcuni ibridi intraspecifici:
- Erigeron × chanousii Vaccari ex Fiori (1927) – Ibrido tra: Erigeron atticus  e Erigeron polymorphus
- Erigeron × helveticus Brügger (1880) – Ibrido tra: Erigeron alpinus subsp. alpinus e Erigeron polymorphus

### Sinonimi
Erigeron polymorphus può essere chiamata con nomi diversi. L'elenco che segue indica alcuni tra i sinonimi più frequenti:
- Erigeron alpinus Bertol.
- Erigeron alpinus subsp. glabratus (Bluff & Fingerh.) Bonnier & Layens (1894)
- Erigeron alpinus var. furcatus Briq. (1899)
- Erigeron alpinus var. glabratus Fiori
- Erigeron alpinus var. glabriusculus Custer (1821)
- Erigeron alpinus var. unifloroides (Vierh.) Briq. & Cavillier in Burnat (1915)
- Erigeron glabratus Hoppe
- Erigeron glabratus Bluff & Fingerh (1825)
- Erigeron polymorphum
- Erigeron uniflorus L. var. glabratus Arcang. (1882)

È da notare che la pianta descritta in questa scheda in diverse classificazioni(specialmente anglosassoni) viene chiamata Erigeron glabratus, mentre la denominazione Erigeron polymorphus è considerata un sinonimo.

## Galleria d'immagini

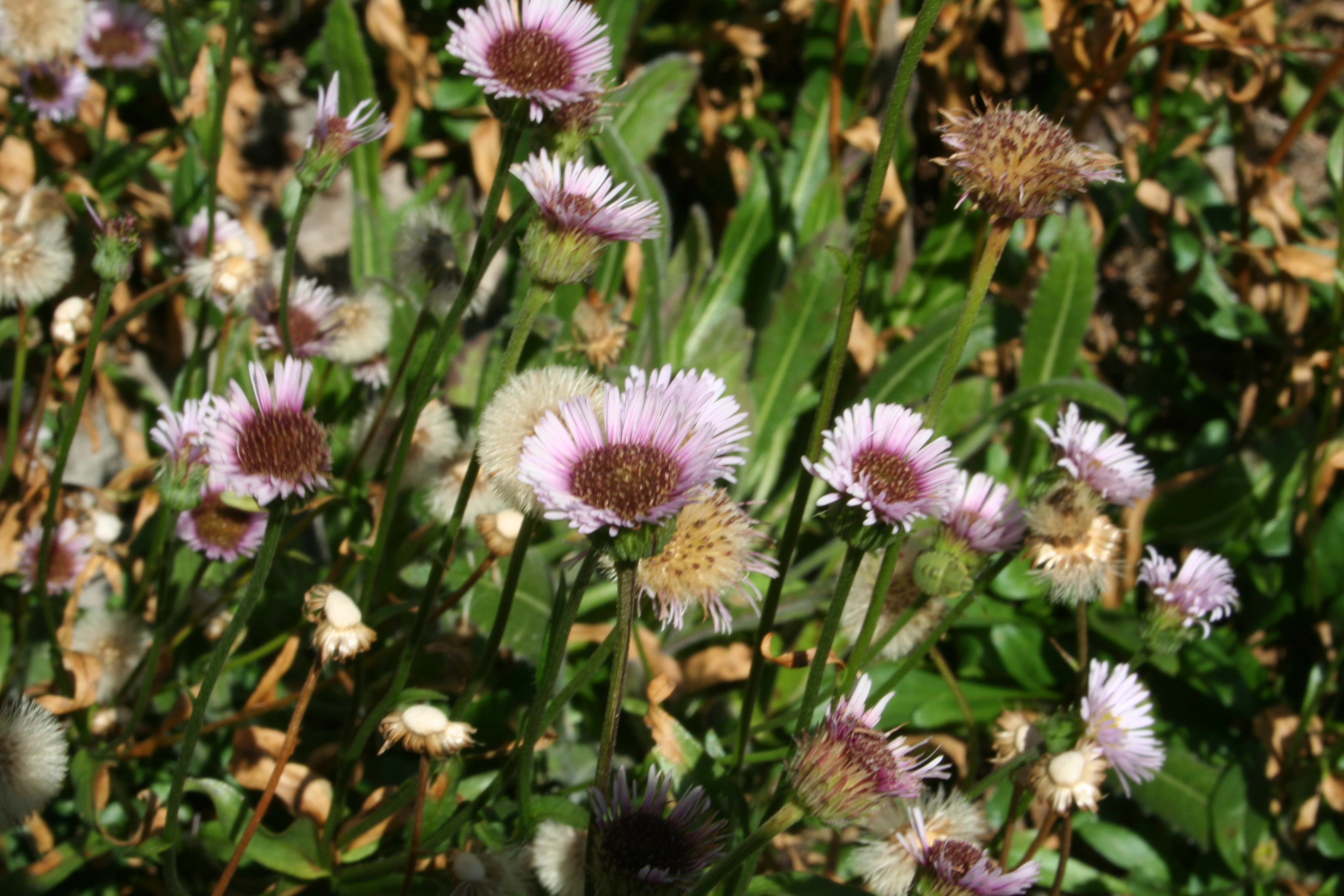
(2)
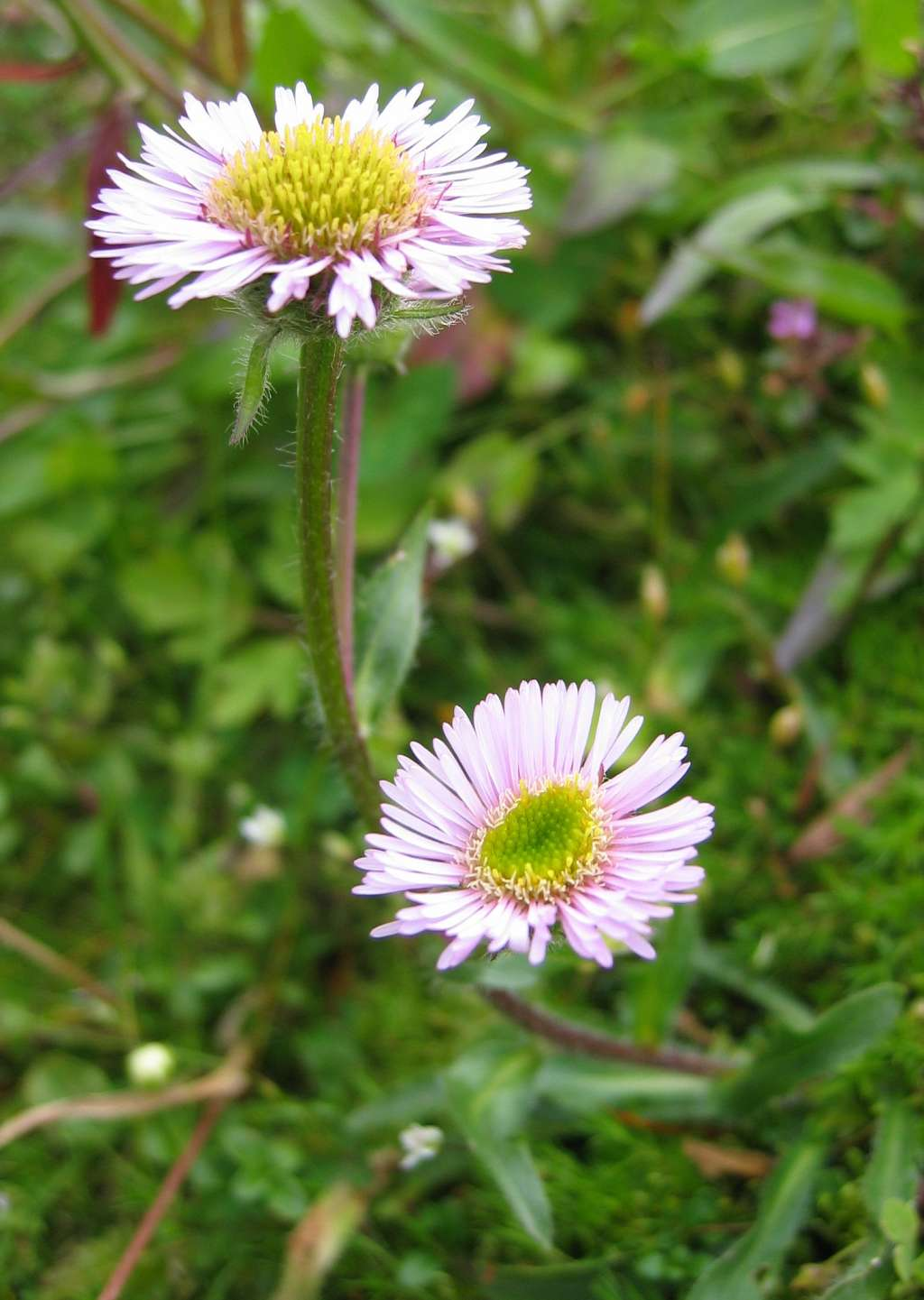